# Католическо гробище (Пловдив)
Католическото гробище в Пловдив е обособена част от Централен траурен парк в Пловдив.

## История
Преди Освобождението на България от Османско владичество павликянските (католишките) гробища в Пловдив са били близо до католическата катедрала „Свети Лудвиг“ в района, където днес е Понеделник пазар. През 1878 г. е съставен първият градоустройствен план на град и гробището попада в чертите на града. Това налага отреждане на нов терен, който е разположен на изток от православните и арменските гробища.
През 1920 г. в района на гробището е издигнат храм-паметник на падналите католици от Пловдив във войните за национално обединение. На параклиса са изписани имената на католици от Пловдив, загинали във войните и на чужди войни загинали в България. Парклисът е единственият католически храм в България, който няма име.

## Галерия
Списъци на падналите католици от Пловдив във войните за национално обединение.
- Входът на храма
- Списък на загиналите в Балканската война (1912 – 1913)
- Списък на загиналите в Европейската война (1915 – 1918)

Списъци на загиналите на българска територия чужди воини и погребани в Пловдив:
- 12 французи,
- 9 италианци и
- 4 англичани

## Известни личности
На Католическите гробища в Пловдив са погребани следните известни личности:
- Люсиен Шевалас – швейцарско-български ландшафтен архитект, общински градинар на Пловдив.
- отец Петър Касев - католически свещеник, управлявал за кратко време Софийско-Пловдивския католически викариат в средата на XIX в.
- отец Борис Таверние – католически свещеник, един от стълбовете на френския колеж „Свети Августин“ в Пловдив, създател на педагогическия музей към колежа, преподавател по история.
- епископ Богдан Добранов – викарий и по-късно епископ на Софийско–пловдивската епархия.
- Бертолд Станиславович (Хорват-Божичко) - щабс-капитан от 4-ти армейски резервен пехотен батальон, починал на 30 април 1878 г.
- сестра Лициния Плачкова (4 април 1918 - 14 април 1987) -  монахиня, викентинка.